# Homidiana traducta
Homidiana traducta är en fjärilsart som beskrevs av Embrik Strand 1911. Homidiana traducta ingår i släktet Homidiana och familjen Sematuridae. Inga underarter finns listade i Catalogue of Life.